# Oberleitungsbus Kathmandu
| Ein Shanghai SK541 in Kathmandu, August 1993 |  |                    |                    |
| |  |                    |                    |
| \| \| \| Tripureshwor \| \| \| \| Tripurapath \| \| \| \| Ramshah Path \| \| \| \| Madan Bandari Path \| \| \| \| Depot \| \| \| \| Arniko Highway \| \| \| \| Ring Road \| \| \| \| Koteswor \| \| \| \| Lokanthali \| \| \| \| Madhyapur Thimi \| \| \| \| Surya Binak \| |  |                    |                    |
| U-Bahn-Betriebs-/Güterbahnhof Streckenanfang (Strecke außer Betrieb) |  | Tripureshwor       | Tripureshwor       |
| U-Bahn-Strecke (außer Betrieb) |  | Tripurapath        | Tripurapath        |
| U-Bahn-Dienststation / Betriebs- oder Güterbahnhof (Strecke außer Betrieb) |  | Ramshah Path       | Ramshah Path       |
| U-Bahn-Strecke (außer Betrieb) |  | Madan Bandari Path | Madan Bandari Path |
| U-Bahn-Abzweig geradeaus, nach links und von links (Strecke außer Betrieb) · U-Bahn-Betriebs-/Güterbahnhof Streckenende und quer (Strecke außer Betrieb) |  | Depot              | Depot              |
| U-Bahn-Strecke (außer Betrieb) |  | Arniko Highway     | Arniko Highway     |
| U-Bahn-Strecke (außer Betrieb) |  | Ring Road          | Ring Road          |
| U-Bahn-Dienststation / Betriebs- oder Güterbahnhof (Strecke außer Betrieb) |  | Koteswor           | Koteswor           |
| U-Bahn-Strecke (außer Betrieb) |  | Lokanthali         | Lokanthali         |
| U-Bahn-Strecke (außer Betrieb) |  | Madhyapur Thimi    | Madhyapur Thimi    |
| U-Bahn-Betriebs-/Güterbahnhof Streckenende (Strecke außer Betrieb) |  | Surya Binak        | Surya Binak        |

Der Oberleitungsbus Kathmandu war der einzige Oberleitungsbus-Betrieb in Nepal. Der Obus-Verkehr in der nepalesischen Hauptstadt Kathmandu wurde am 28. Dezember 1975 eröffnet und im November 2008 eingestellt.

## Geschichte
Die Linie war ursprünglich rund 13 Kilometer lang und wurde zeitweise alle sechs Minuten bedient. Sie begann an der Endstelle Tripureshwor in Kathmandu, folgte dem Kathmandutal in die Nachbarstadt Madhyapur Thimi und endete an der Endstelle Surya Binak in der Königsstadt Bhaktapur. 
Zur Eröffnung wurden 22 zweiachsige Solo-Obusse des Typs Shanghai SK541 mit den Nummern 001 bis 022 aus der benachbarten Volksrepublik China beschafft, 1997 folgten weitere zehn Wagen des moderneren Typs Shenfeng SY-D60C mit den Nummern 023 bis 032.
Zwischen dem 15. Dezember 2001 und dem 1. September 2003 war der Obusbetrieb eingestellt. Zunächst wurde ein nur drei Kilometer langer Abschnitt wiedereröffnet, im Oktober 2003 wurden weitere zwei Kilometer reaktiviert. Die verbliebene Strecke endete an der Endstelle Koteswor an der Stadtgrenze von Kathmandu, in der Nähe des Flughafens Kathmandu. Dessen Terminal wurde jedoch nicht angefahren. Die nicht mehr benötigte Oberleitung auf dem stillgelegten Abschnitt nach Madhyapur Thimi und Bhaktapur wurde abgebaut. 
Im Einsatz waren zum Schluss nur noch fünf der ursprünglich 32 Wagen – nur Fahrzeuge des älteren Typs aus den 1970er Jahren. Diese wurden bis Februar 2004 aufgearbeitet. Die Obuslinie in Kathmandu wurde zuletzt alle 20 bis 25 Minuten bedient, es waren dabei maximal drei Kurse gleichzeitig im Einsatz. Der Betrieb befand sich in einem desolaten Zustand und musste im März 2004 und im Juli 2006 zwei weitere Male ausgesetzt werden. Die endgültige Stilllegung im November 2008 erfolgte aufgrund ausgebliebener Stromzahlungen an die Elektrizitätsgesellschaft.
Projekte zur Vergrößerung des Obusnetzes wurden aus finanziellen Gründen nicht weiterverfolgt.
Neben dem mittlerweile auch stillgelegten Oberleitungsbus Wellington in Neuseeland, dem Tateyama Tunnel Trolleybus und dem Kanden Tunnel Trolleybus in Japan war der Betrieb in Kathmandu das weltweit viertletzte Obusnetz, das im Linksverkehr betrieben wurde.